# Wanderer (motocicleta)
Wanderer Werke AG fou una empresa alemanya fabricant de bicicletes, màquines eina, motocicletes i automòbils amb seu a Chemnitz (concretament, al districte de Schönau), Saxònia. Fundada el 1885 per Johann Baptist Winklhofer i Richard Adolf Jaenicke amb el nom de Chemnitzer-Velociped-Depot Winklhofer & Jaenicke, l'empresa va produir automòbils civils sota la marca Wanderer fins al 1941 i vehicles militars fins al 1945.

## Història

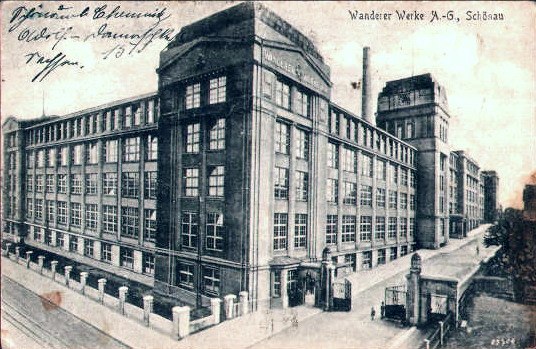
La fàbrica de Wanderer a Schönau, Chemnitz, el 1920

L'empresa fou creada el 1885 per a fabricar bicicletes. El 1887 va adoptar la marca comercial Wanderer ('caminant, excursionista' en alemany) i el 5 de maig de 1896, aquest nom es va incorporar oficialment al de l'empresa, que va ser rebatejada com a "Wanderer Fahrradwerke AG" ('Fàbrica de bicicletes Wanderer SA').
El 1900, Wanderer inicià la fabricació de màquines eina i el 1902, de motocicletes. El 1904 també va fabricar màquines d'escriure, que comercialitzava amb la marca Continental. El 1905 van començar les primeres proves de disseny d'automòbils. El 15 de gener de 1908, l'empresa es va convertir en Wanderer Werke AG, deixant caure la referència a les bicicletes del nom. El 1913 va començar la producció en sèrie d'automòbils Wanderer. El 1918, l'empresa havia construït més de 10.000 motocicletes i 2.000 automòbils. L'automòbil Puppchen ('nina') costava aleshores 4.000 marcs. El 1926 es va llançar el Wanderer W 10, equipat amb un motor de quatre cilindres de 30 CV, un model que va estar disponible fins al 1932 en nombroses versions. El 1928 va aparèixer el nou W 11 de sis cilindres.
El 1929, durant la Gran Depressió, la producció de motocicletes va minvar i la divisió sencera va ser venuda a l'empresari txec František Janeček, cosa que va donar lloc a la creació de la firma Jawa (Janeček-Wanderer) a Praga. Tot amb tot, la producció d'automòbils va continuar: el 1931, Ferdinand Porsche va desenvolupar una generació de motors moderns de sis cilindres per a Wanderer Werke AG. El 1932, Wanderer es va unir al grup Auto Union juntament amb altres tres fabricants d'automòbils alemanys: DKW, Audi i Horch.
La planta de Wanderer a Chemnitz, ja integrada a Auto Union, va ser destruïda a començaments de 1945 durant la Segona Guerra Mundial i mai no va ser reconstruïda. Això va posar punt final a la història d'aquesta marca.

## Galeria

Productes de Wanderer
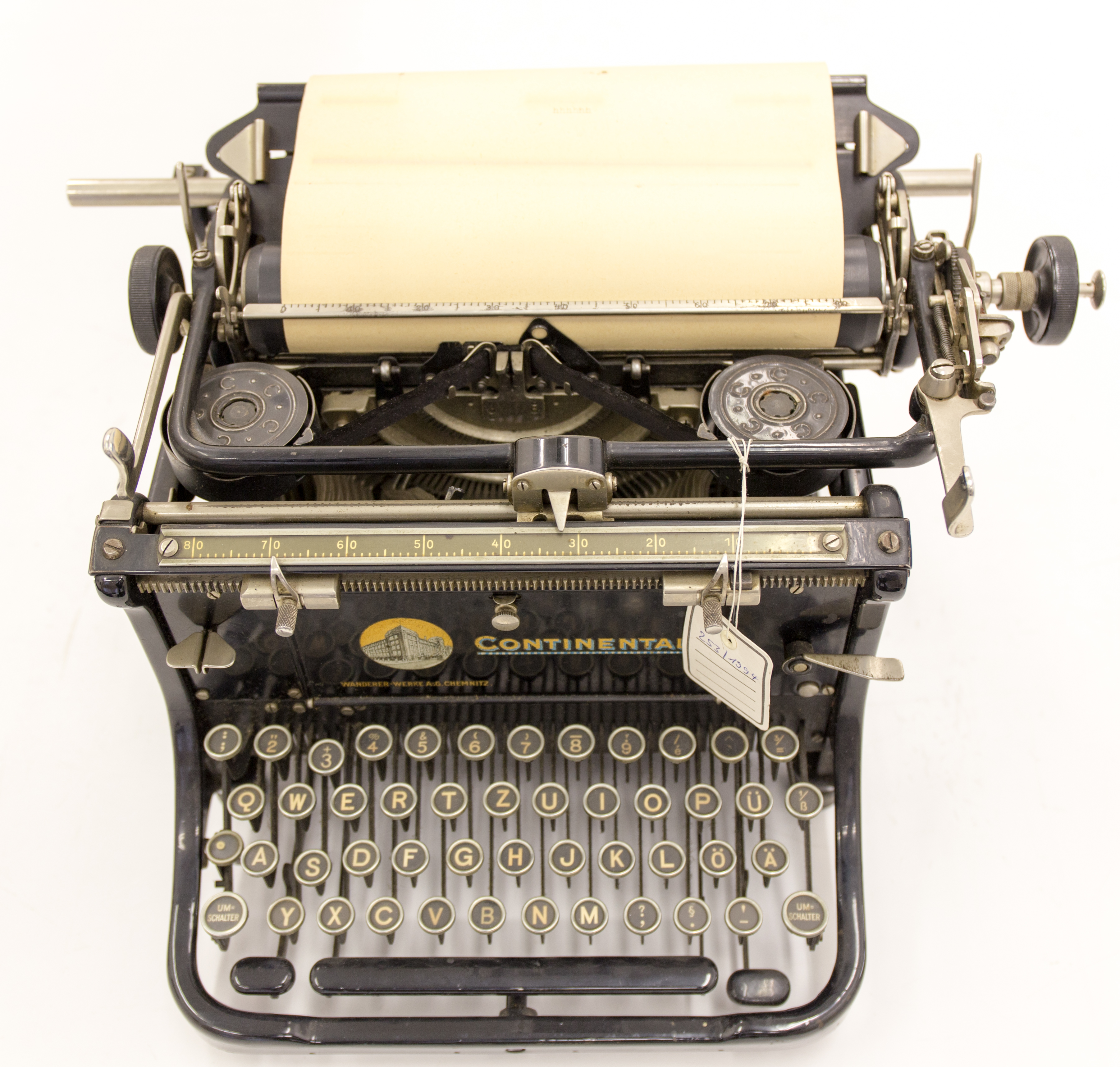
Màquina d'escriure Continental
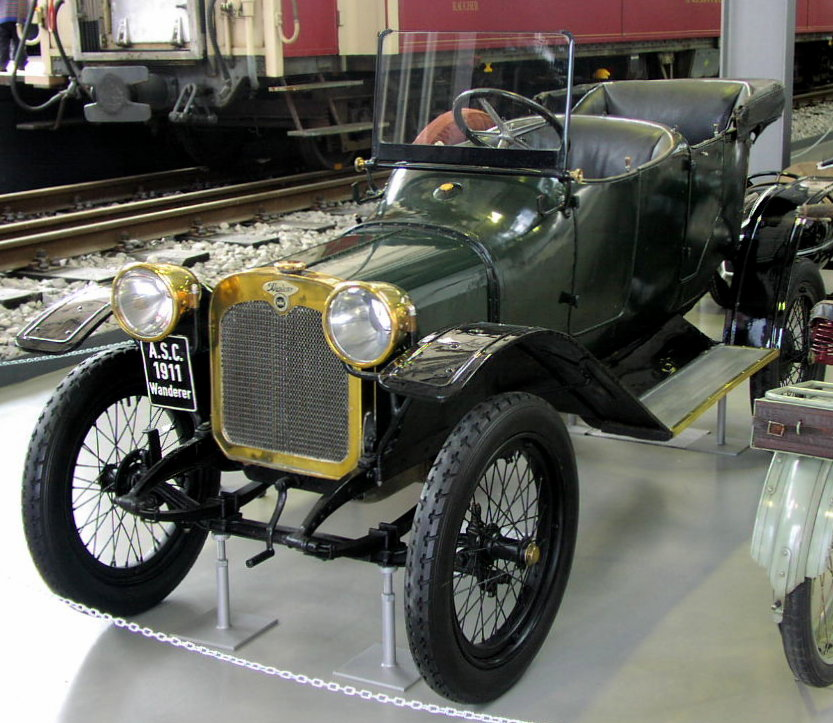
Wanderer Puppchen (1911)
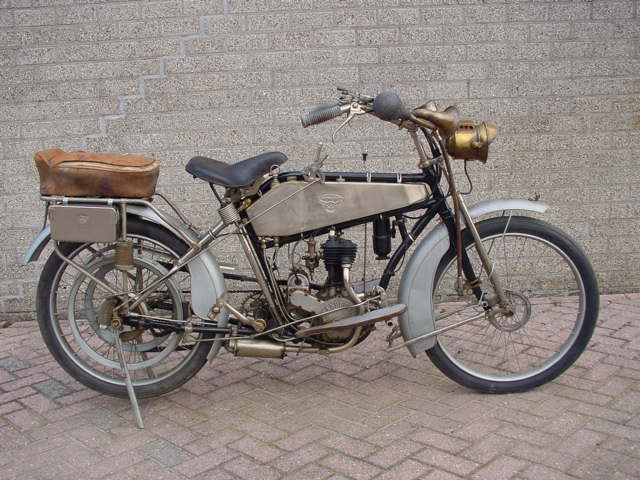
Wanderer 2 CH (1917)
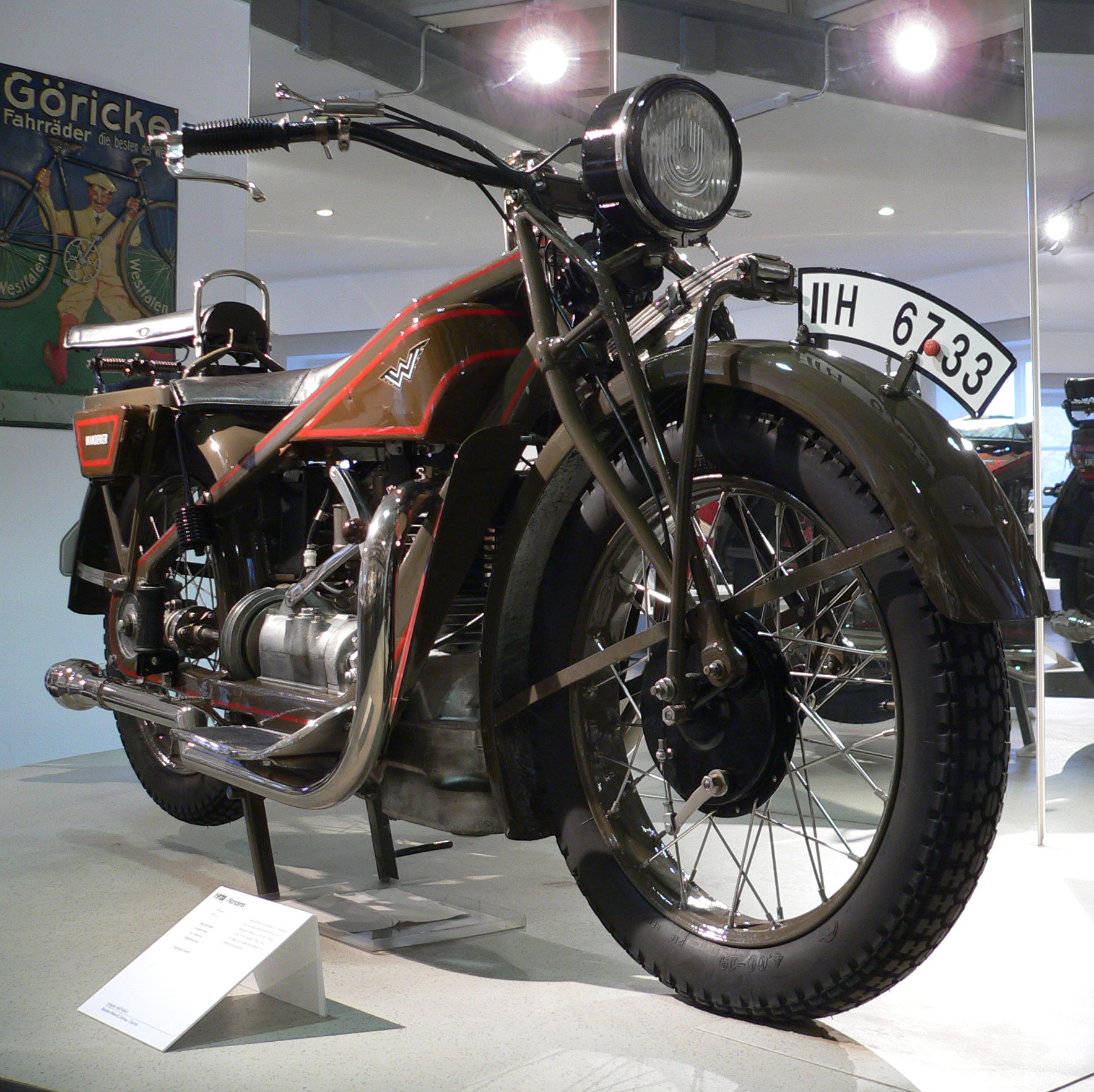
Wanderer K 500 (1928)
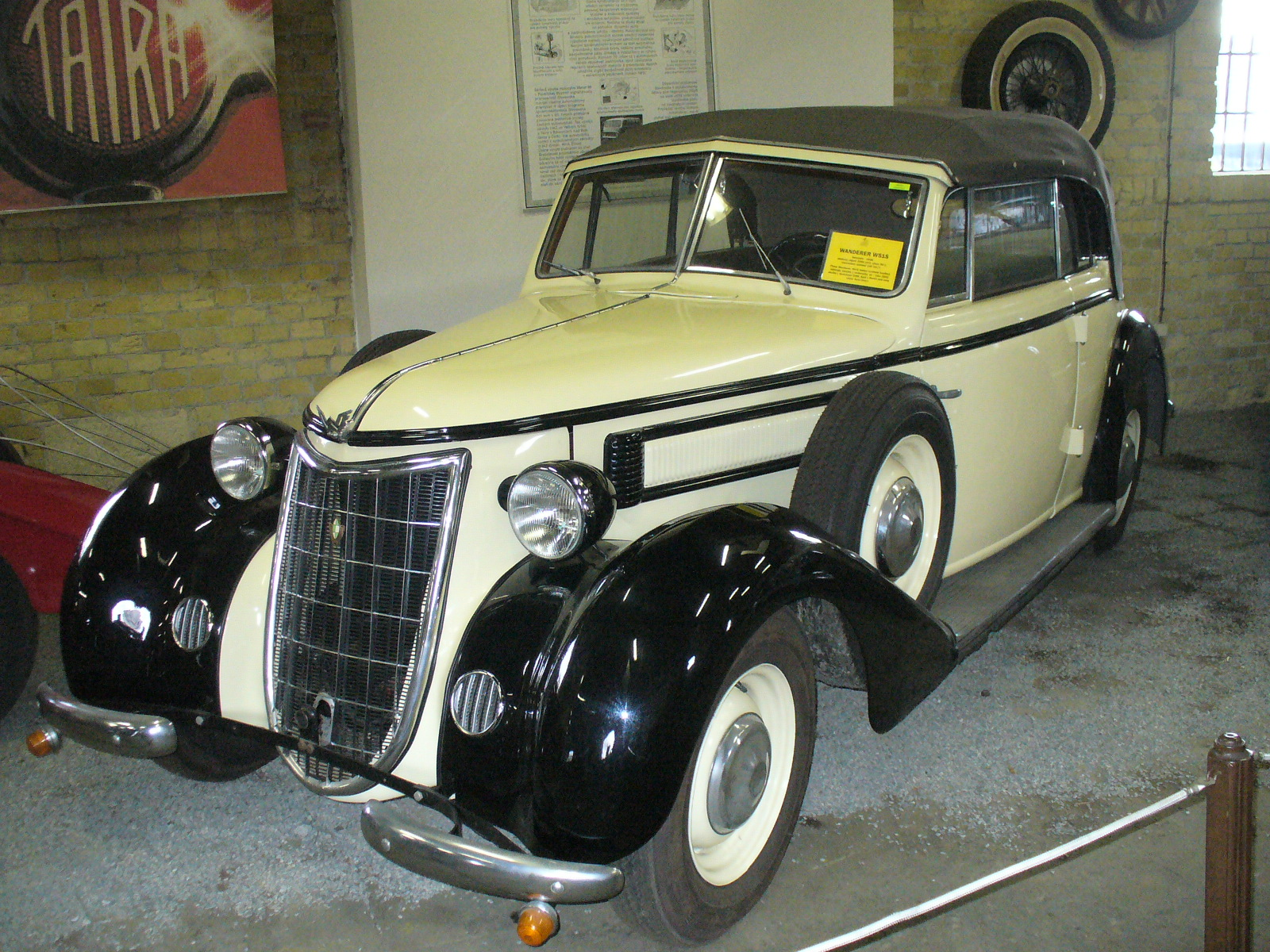
Wanderer Spezial W 51 (1936)
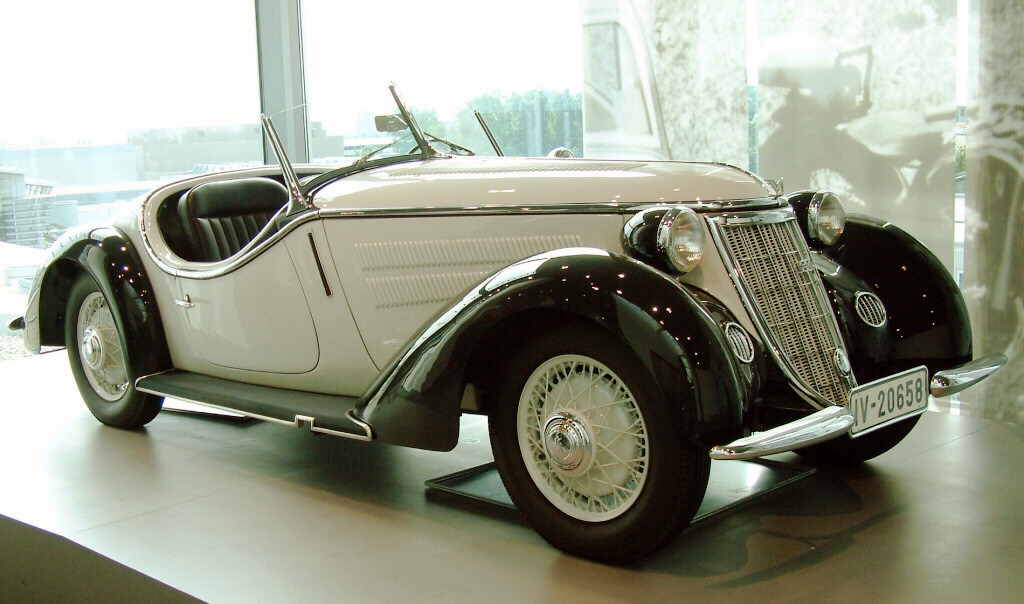
Wanderer W25K (1936-1938)